# Lissombe
Lissombe (ou Lisombe, Lysombe) est un village du Cameroun situé dans le département de la Meme et la Région du Sud-Ouest. Il fait partie de la commune de Mbonge.

## Population
On y a dénombré 56 habitants en 1953, puis 35 en 1967, principalement des Bamboko.
Lors du recensement national de 2005, la localité comptait 34 habitants.